# Георгій Іванович Квінітадзе
Квінітадзе Георгій Іванович (груз. გიორგი კვინიტაძე; нар. 21 серпня 1874 — 7 серпня 1970) — грузинський військовий діяч, генерал-майор.

## Життєпис
Народився в 1874 році в сім'ї офіцера російської армії, учасника Кавказької війни.
У 1884 році зарахований до Тифліського кадетського корпусу, пізніше закінчив Петербурзьке училище святого Костянтина.
Учасник Російсько-японської війни.
У 1910 році закінчив академію Генерального штабу та зарахований у штаб Кавказького військового округу.
Під час I світової війни був начальником штабу 4-ї Кавказької стрілецької дивізії. За відвагу нагороджений орденом Святого Георгія 4 ступеня та золотою зброєю.
На початок 1917 року був генерал-майором при Генеральному штабі.
Після Лютневої революції 1917 року був призначений заступником військового міністра Закавказької республіки. Після проголошення незалежності Грузії турки відновили військові дії. Керівник об'єднаної групи військ Квінітадзе завдав туркам нищівного удару. У червні 1918 року через розбіжності з соціал-демократичним урядом подав у відставку.
У грудні 1918 року, під час вірмено-грузинського збройного конфлікту, став начальником штабу в армії генерала Мазніашвілі. Після війни знову подав у відставку, але на прохання прем'єр — міністра Ное Жорданія вирушив на Ахалцихський фронт проти турецьких військ. 20 квітня грузинська армія під командуванням Квінітадзе увійшла переможницею в Артвін, повернувши Грузії цю історичну провінцію.
У 1920 році був призначений головнокомандувачем. Наприкінці квітня-початку травня того ж року завдав поразки радянським військам, які з боку Азербайджану спробували увірватися до Грузії. Квінітадзе хотів продовжити атаку у напрямку Баку, але був змушений зупинитися у зв'язку з підписанням мирного договору між Грузією і РРФСР.
У 1921 році Квінітадзе був знову призначений головнокомандувачем. Його призначення з величезним піднесенням зустріли війська та населення. Однак попри енергійні заходи та кілька виграних битв, широкомасштабний наступ радянських військ і нове вторгнення турків вирішили долю незалежної Грузії.
Після встановлення радянської влади в Грузії Г. І. Квінітадзе емігрував за кордон. Жив спочатку в Константинополі, потім у Франції.
Помер в 1970 році.

## Нагороди
- Орден Святого Станіслава 3-го ст. (1905)
- Орден Святого Станіслава 2-го ст.
- Орден Святої Анни 4-го ст. (1907)
- Орден Святої Анни 3-го ст. (1912)
- Орден Святої Анни 2-й ст.
- Золота зброя «За хоробрість» (1917)
- Орден Святого Георгія 4-го ст. (1917)
- Орден Святого Володимира 4-го ст.

## Родина
- Дружина — княжна Маріам (Марія) Володимирівна (Лаврентіївна) Макашвілі
- Донька Івдіт Георгіївна Квінітадзе(1912-?)
- Донька Тамара Георгіївна Квінітадзе (1913-?)
- Донька Ніна Георгіївна Квінітадзе (1920-?)
- Онука — британська актриса Меріам д'Або.